# Ativo fixo
Em contabilidade, ativo fixo, imobilizado ou permanente, é o conjunto de bens e direitos necessários à manutenção das atividades de uma empresa, sendo caracterizados por apresentar-se na forma tangível (edifícios, máquinas, etc.). São, portanto, bens que a empresa não tem intenção de vender a curto prazo ou que dificilmente podem ser convertidos imediatamente em dinheiro (um ativo circulante). Têm, portanto, um caráter de permanência, sendo chamados bens patrimoniais.
O ativo imobilizado compreende, portanto, os ativos tangíveis que são mantidos por uma empresa para serem usados na produção ou na comercialização de mercadorias ou serviços, para locação ou para finalidades administrativas. No Brasil, a partir de 1º de janeiro de 2008, por força da Lei 11.638 de 28 de dezembro de 2007, os ativos intangíveis (como marcas e patentes) não seriam mais incluídos no Ativo Imobilizado, e sim, no Ativo Intangível.

## Tratamento contábil
O principal objetivo de uma entidade comercial é ser lucrativa e aumentar a riqueza de seus proprietários. Para isso, a administração deve ter o devido cuidado e diligência, comparando as despesas de um determinado período com as receitas do mesmo período. O período de uso dos ativos geradores de receita geralmente é superior a um ano, ou seja, é de longo prazo. Para determinar com precisão a receita líquida (lucro) de um período, a depreciação incremental do valor total do ativo deve ser debitada da receita do mesmo período. Isso é necessário para determinar a receita líquida.
O valor contábil líquido de um ativo é a diferença entre o custo histórico desse ativo e a depreciação associada a ele. De acordo com a maioria das normas de contabilidade financeira (Standard Accounting Statement (SAS) 3 e IAS 16), o valor dos ativos fixos é registrado e relatado pelo valor contábil líquido. Além disso, contabilizar os ativos pelo valor contábil líquido é a maneira mais significativa de capturar os valores dos ativos para os proprietários da empresa e possíveis investidores.

### Depreciação de um ativo fixo
Uma das características a ser controlada para um bem de Ativo Fixo é a sua depreciação. A depreciação é a despesa gerada pelo uso de um ativo. É o desgaste e, portanto, a diminuição do valor histórico devido ao uso. É também o custo do ativo menos qualquer valor residual durante sua vida útil estimada. Um ativo fixo pode ser depreciado usando o método linear, que é a forma mais comum de depreciação. A depreciação fiscal é geralmente calculada de forma diferente da depreciação para relatórios financeiros. Legalmente e dentro de certos limites para fins tributários, é permitido que a empresa efetue lançamentos contábeis de despesas de depreciação para um determinado bem, denotando em seu balanço patrimonial as perdas de valor daquele bem (abordagem econômica).
Existem Leis que classificam os tipos de Bem de Ativo Fixo, e qual o tempo de depreciação para cada classe de bens, desta forma o tempo para depreciar totalmente um automóvel é diferente do tempo para depreciar totalmente um edifício. A abordagem econômica pressupõe ainda que um bem pode ter sua vida útil aumentada (por exemplo, se é trocado o motor do automóvel). 

#### No Brasil

##### Depreciação Linear
A depreciação também é controlada por taxas e fórmulas, para o Brasil a fórmula permitida por lei é a "Depreciação Linear", que consiste em dividir o valor total do bem de Ativo em partes iguais, contabilizando uma parte por mês até a total desvalorização do bem de Ativo.

##### Depreciação Acelerada
Para alguns tipos de bem de Ativo, especialmente as máquinas industriais, existe legislação brasileira específica que permite dependendo da máquina e do tipo de negócios, depreciar o bem de Ativo em taxas maiores caso se utilizem as máquinas em mais de um turno operacional.

##### Depreciação Incentivada
Em alguns casos, regidos pela legislação brasileira, é permitido criar taxas adicionais que aumentam a depreciação de determinados bens de Ativo, isso é definido para Zonas de incentivo Fiscal, como por exemplo a Zona Franca de Manaus.